# Benazepril
Benazepril  is een  geneesmiddel voor de behandeling van hoge bloeddruk, hartfalen en chronische nierziekte. Het is een prodrug, die na splitsing van de estergroep door de lever wordt omgezet in de actieve vorm benazeprilaat; dit is een ACE-remmer. Het wordt zowel bij mensen als bij dieren gebruikt.
Het geneesmiddel is sinds 1991 internationaal op de markt. Het werd ontwikkeld door Ciba-Geigy, nu Novartis. Merknamen van Novartis zijn o.a. Cibacen, Lotensin (in de Verenigde Staten) en Fortekor. Dit laatste is een diergeneesmiddel tegen hartaandoeningen bij honden en chronisch nierfalen bij katten. De geneesmiddelen bevatten het hydrochloride van benazepril.

## Toediening
Benazepril wordt oraal toegediend in tabletvorm. Het is beschikbaar in tabletten met 5 tot 40 mg benazepril. 

## Bijwerkingen
De meest voorkomende bijwerkingen zijn hoofdpijn en hoesten. Ook duizeligheid, huiduitslag/jeuk, diarree, hyperkaliëmie (toename van het kaliumgehalte van het bloed), nierfalen en angio-oedeem kunnen optreden. De meeste bijwerkingen zijn typisch voor ACE-remmers.
Benazepril mag niet gebruikt worden tijdens de zwangerschap omdat het de foetus kan schaden en zelfs doden.